# Каханухкал
Каханухкал — река в России, протекает по территории Казбековского района Дагестана. Устье реки находится в 17 км по левому берегу реки Саласы. Длина реки — 11 км, площадь водосборного бассейна — 20,5 км². Населённых пунктов у реки нет. Высота устья — 906 м над уровнем моря.

## Данные водного реестра
По данным государственного водного реестра России относится к Западно-Каспийскому бассейновому округу, водохозяйственный участок реки — Сулак от Чиркейского гидроузла и до устья. Речной бассейн реки — Терек.
Код объекта в государственном водном реестре — 07030000212109300000048.